# قطاع كابريفي

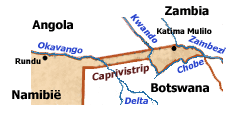
قطاع كابريفي شمال شرق ناميبيا.

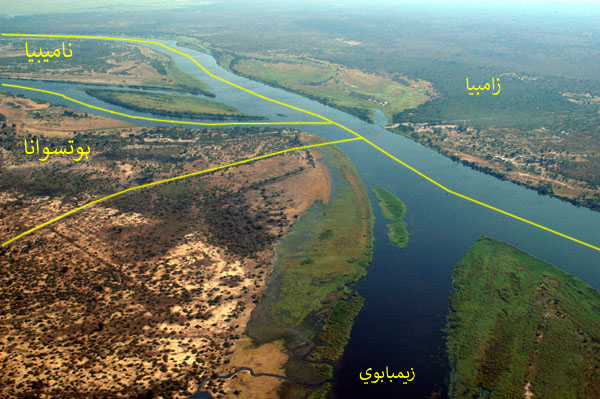
الحدود الدولية لأربعة دول عند قطاع كابريفي.

قطاع كابريفي (بالألمانية: Caprivizipfel) يُطلق عليه أيضًا قطاع زامبيزي هو نتوء جغرافي يقع شمال شرق ناميبيا. يحدّه من الشمال الغربي أنغولا ومن الشرق زامبيا ومن الجنوب بتسوانا، كما يمر منه أو يحاذيه عدة أنهار هي زمبيزي وأوكافانغو وكواندو. يمتد القطاع بطول 450 كيلومترًا وبعرض 32 كيلومترًا ضمن إقليمين هما أوكافانغو وزامبيزي.
تمّت تسمية هذا القطاع نسبةً إلى ليو فون كابريفي، وهو قائد عسكري ومستشار في الإمبراطوريّة الألمانيّة أثناء احتلالها لناميبيا في الفترة من 1884 إلى 1919. يُطلق على المنطقة أيضًا اسم «قطاع أوكافانغو» نسبةً إلى النهر الذي يقع إلى الغرب، كما كان يُطلق عليها قديمًا «إيتنجي». لقد قامت السلطات الناميبيّة مؤخرًا بتغيير الاسم إلى «زامبيزي» لإزالة آثار الاستعمار الألماني من المنطقة.

## الحياة البرية

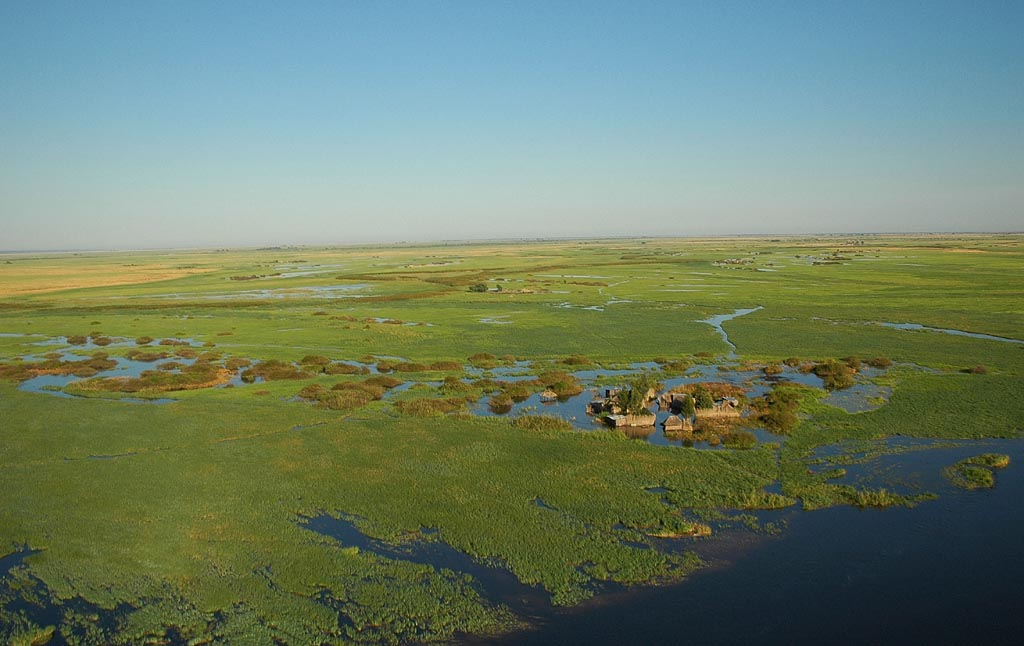
الحياة البرية بقرية في قطاع كابريفي.

يُعد قطاع كابريفي منطقة غنيّة بالحياة البريّة والثروات المعدنيّة، وهو شريط سياحي مهم للاقتصاد الناميبي، حيث أنه من أكثر المناطق زيارةً في البلاد. كما تحتوي المنطقة على عدد من المنتزهات الوطنيّة التي تحتوي على أنواع مهددة بالانقراض مثل الكلب البري الأفريقي، كما تُعتبر ممرًا لعبور الفيل الأفريقي الذي ينتقل من بتسوانا ونامبيبيا باتجاه أنغولا وزامبيا وزمبابوي.

## اللغات
يتحدث سكان منطقة قطاع كابريفي عددًا من اللغات الأفريقيّة، معظمها من عائلة البانتو، مع وجود متحدثين من لغات خويسان في الشمال الغربي من القطاع (على الحدود بين ناميبيا وأنغولا). ربما تكون الأغلبية في القطاع، وخاصة في أكبر مدنها كاتيما موليو، تتحدث لغة لوزي باعتبارها لغة تواصل مشترك. كما أن الكثير يتحدثون بعض الإنجليزيّة والأفريقانيّة.

## وصلات خارجية
- تاريخ قطاع كابريفي (بالإنجليزية)